# Nová Starost
Nová Starost je malá vesnice, část obce Rynoltice v okrese Liberec. Nachází se asi 1,5 kilometru jihovýchodně od Rynoltic. Nová Starost leží v katastrálním území Rynoltice o výměře 7,12 km².

## Historie
První písemná zmínka o vesnici pochází z roku 1600.

## Další fotografie

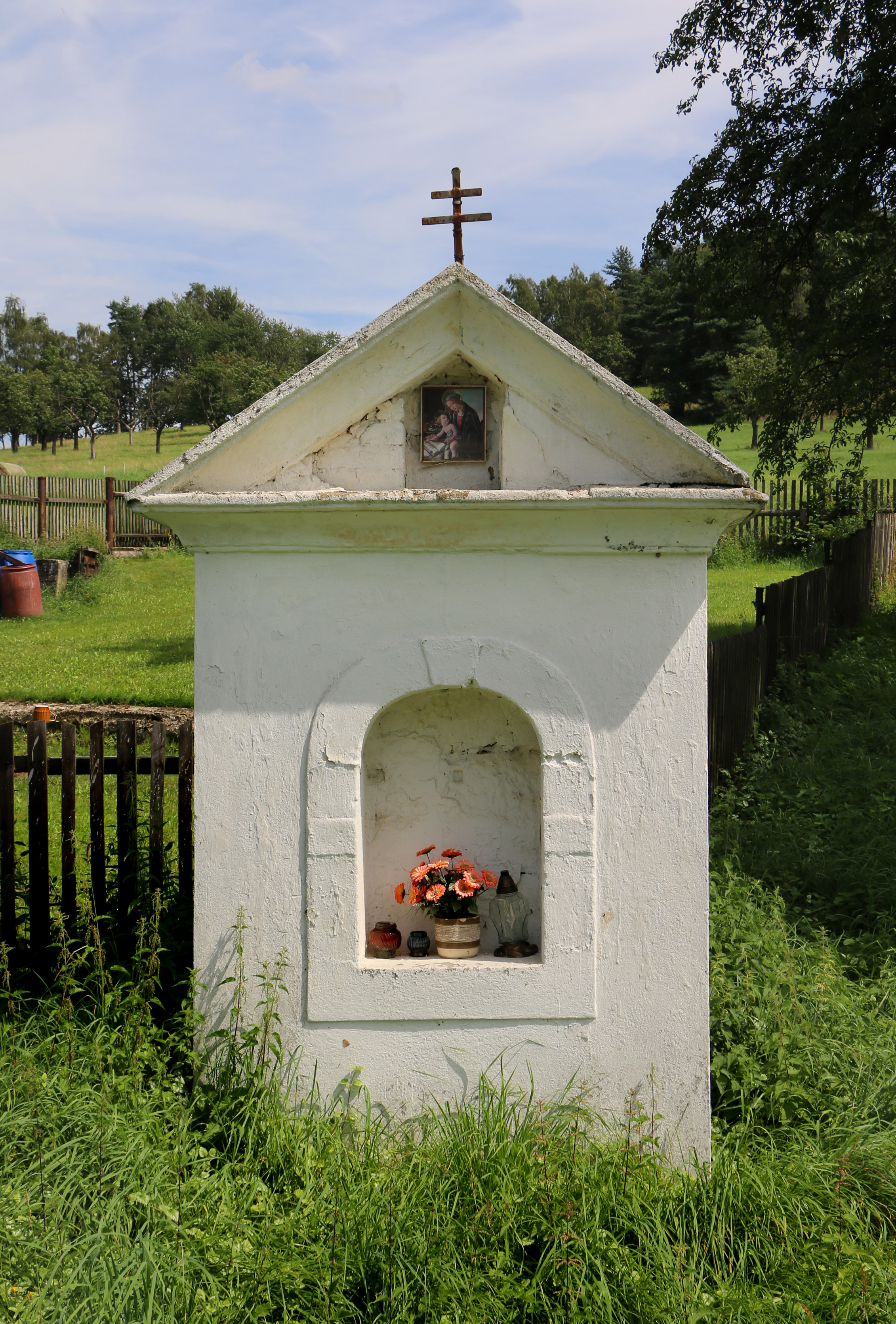
Kaplička ve vsi
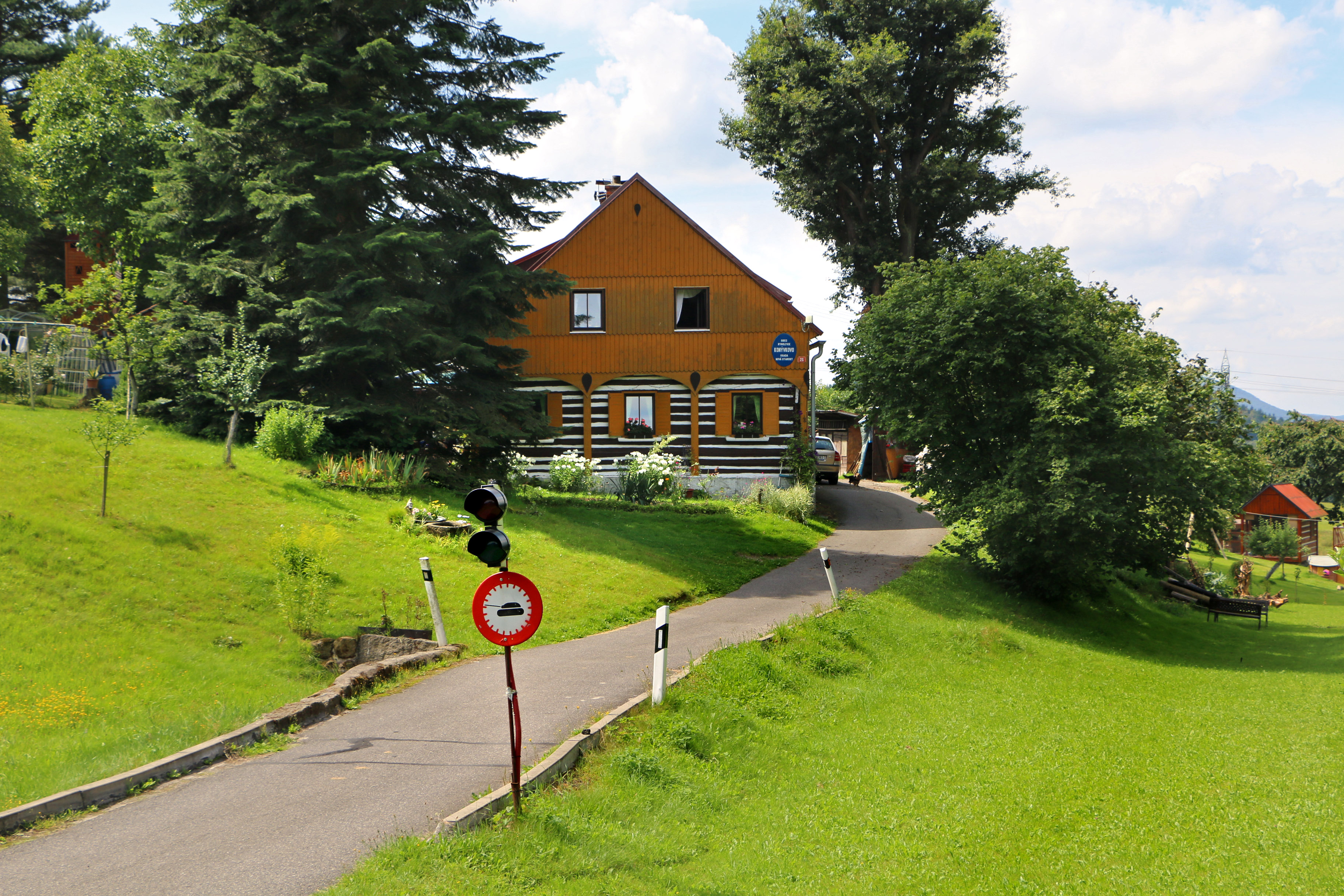
Dům se semaforem
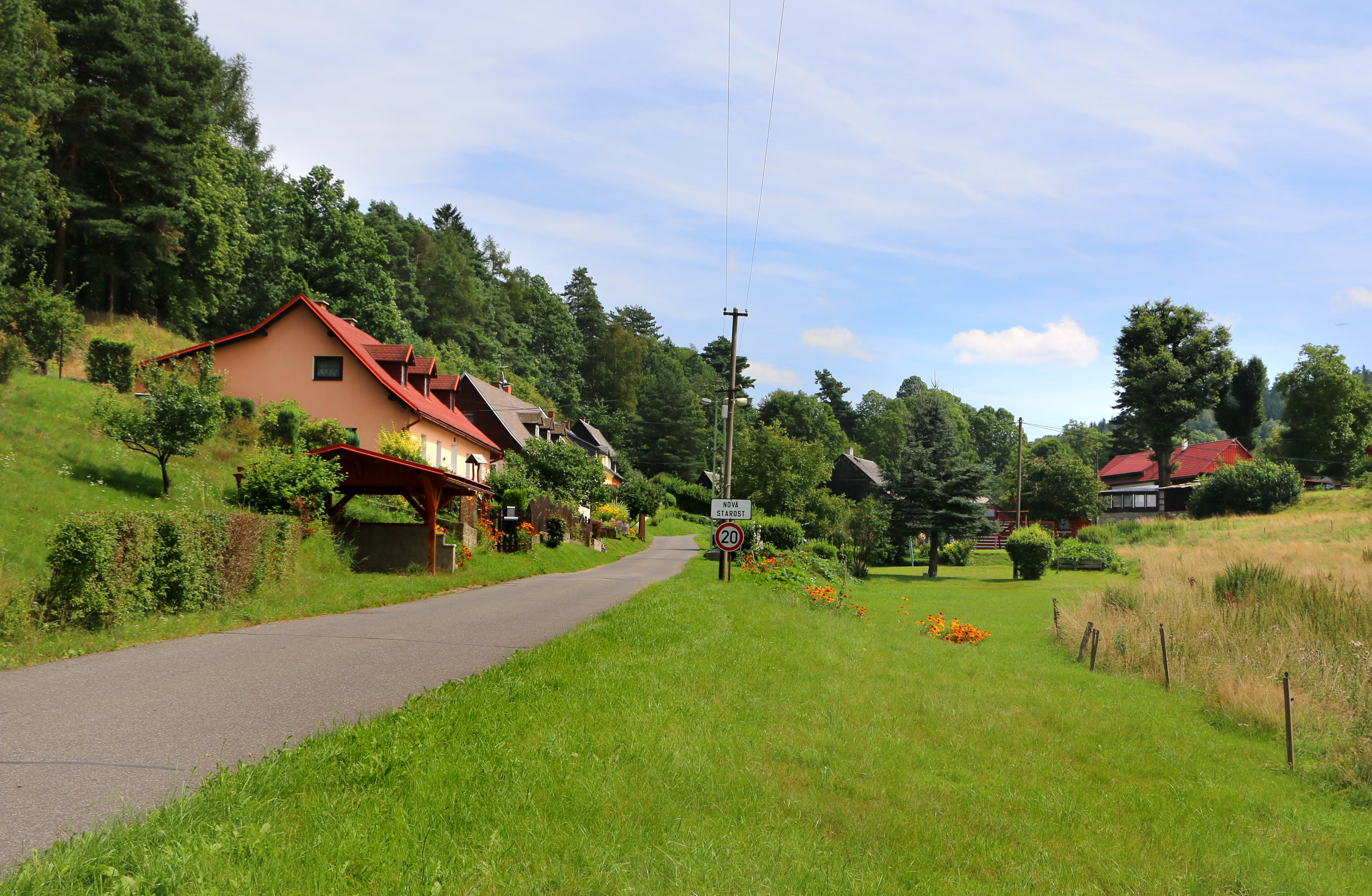
Příjezd do vesnice